# 상투메 프린시페
상투메 프린시페 민주공화국(포르투갈어: República Democrática de São Tomé e Príncipe 헤푸블리카 데모크라티카 드 상토메 이 프린시프[*]), 약칭 상투메 프린시페(포르투갈어: São Tomé e Príncipe 상토메 이 프린시프[*])는 아프리카의 섬나라이며 수도는 상투메 섬에 있는 상투메)이다.

## 역사
1471년 포르투갈인이 발견하기까지는 무인도였으며, 1483년부터 포르투갈 본국으로부터의 유형수와 노예로서의 아프리카인의 이주가 시작되었다. 당시는 서인도 제도에 앞서서 사탕수수의 플랜테이션 농업이 시도되어 16세기 전반까지 이 섬의 산업의 중심이 되었다. 그러나 얼마 안 가서 그 중심은 서인도 제도로 옮겨졌으며, 그 대신 이 섬은 앙골라로부터의 노예 무역의 중계 기지가 되었다. 19세기에 노예 무역이 폐지되면서 카카오와 커피의 플랜테이션 농업이 시작되어 현재 이 나라의 주산업이 되었다. 1885년 베를린 회의에서 포르투갈의 식민지로 승인되었으며, 1951년 포르투갈의 해외주가 되었다.
1960년 포르투갈로부터의 독립을 요구하는 상투메 프린시페 해방위원회(CLSTP)가 창설되었고, CLSTP는 1972년 마누엘 핀투 다 코스타의 지도로 상투메프린시페 해방운동(MLSTP)으로 개칭되었다. MLSTP의 투쟁은 지하 활동, 특히 지방 노동자에 의한 저임금 반대 투쟁의 형태로 행해졌다. 1974년 4월 민주화 마누엘 핀투 다 코스타에 의해 성립된 포르투갈 새 정권은 상투메 프린시페의 독립을 승인, 같은 해 11월 독립 협정에 조인했으며, 1975년 7월 12일 정식으로 독립되어 MLSTP의 코스타 서기장이 초대 대통령으로 취임하였다. 독립을 한 후에도 1979년까지 빈번하게 쿠데타 미수사건이 잇따랐고, 1981년에는 식량 부족으로 폭동이 발생하였다.

## 지리
적도 근방의 대서양에 위치하며, 가봉의 북서해안에서 300km 정도 떨어져 있다. 아프리카에서 세이셸에 이어 두 번째로 작은 국가이다. 상투메와 프린시페 두 섬과 부속 도서로 이루어져 있으며 카메룬 화산지대의 일부이기도 하다. 상투메 섬 바로 남쪽의 롤라스 섬이 적도에 걸쳐져 있다.

## 기후
열대 기후로, 일년 내내 기온이 섭씨 27도 정도이며 대개 32도를 넘지 않는다. 습도가 높은 편이나 밤에는 대개 기온이 낮아서 서늘하다. 건기(6월-9월, 12월-2월)와 우기(3월-5월, 10월-11월)가 존재하며, 평균 강수량은 지역에 따라 차이가 있어 남서부 사면은 연간 500밀리미터, 북부 저지대는 1000밀리미터 정도이다.

## 사람과 언어
전 인구의 약 90%가, 상투메 섬에 산다. 포르투갈로부터 독립한 1975년에 순수한 포르투갈계 주민의 대부분이 이 나라로부터 퇴거하는 한편, 내전이 발발한 앙골라로부터 난민이 다수 이주해 왔다.
1990년 헌법에는 공용어를 지정하지 않았지만, 포르투갈어가 사실상 공용어이다. 표준 포르투갈어를 모국어로 사용하는 사람은 도시지역에 불과하고, 많은 국민은 포르투갈 크리올어를 사용한다. 이 크리올어에도 지역차이가 꽤 있어서 예를 들면 상투메 섬(남단부를 제외함)의 상투메어, 앙골라 난민이 대부분 거주하는 상투메 섬 최남단의 앙골라어, 프린시페 섬의 프린시페어로 분류되고 있다. 팡어도 사용된다. 또한 엘리트사이에서는 프랑스어가 많이 사용되고, 중등교육에서도 필수 외국어이다. 이런 연유로 국제프랑스어사용국기구(프랑코포니)의 정회원국이기도 하다.
- 민족: 반투족 계열의 흑인. 흑인과 포르투갈계 백인의 뮬라토.
- 종교: 기독교의 대표 종파인 로마 가톨릭교회가 약 90%를 차지한다.

## 행정 구역
상투메 섬에는 아구아그란드 현, 칸타갈루 현, 카우에 현, 렘바 현, 로바타 현, 메조시 현이 있고, 프린시페 섬에는 파구에 현이 있다.

## 외교
1975년 조선민주주의인민공화국과 수교하였고, 1988년에는 대한민국과도 공식 수교하였다. 가봉 주재 대한민국 대사관이 상투메 프린시페 주재 대한민국 대사관을 겸임한다.